# 图尔新教教堂

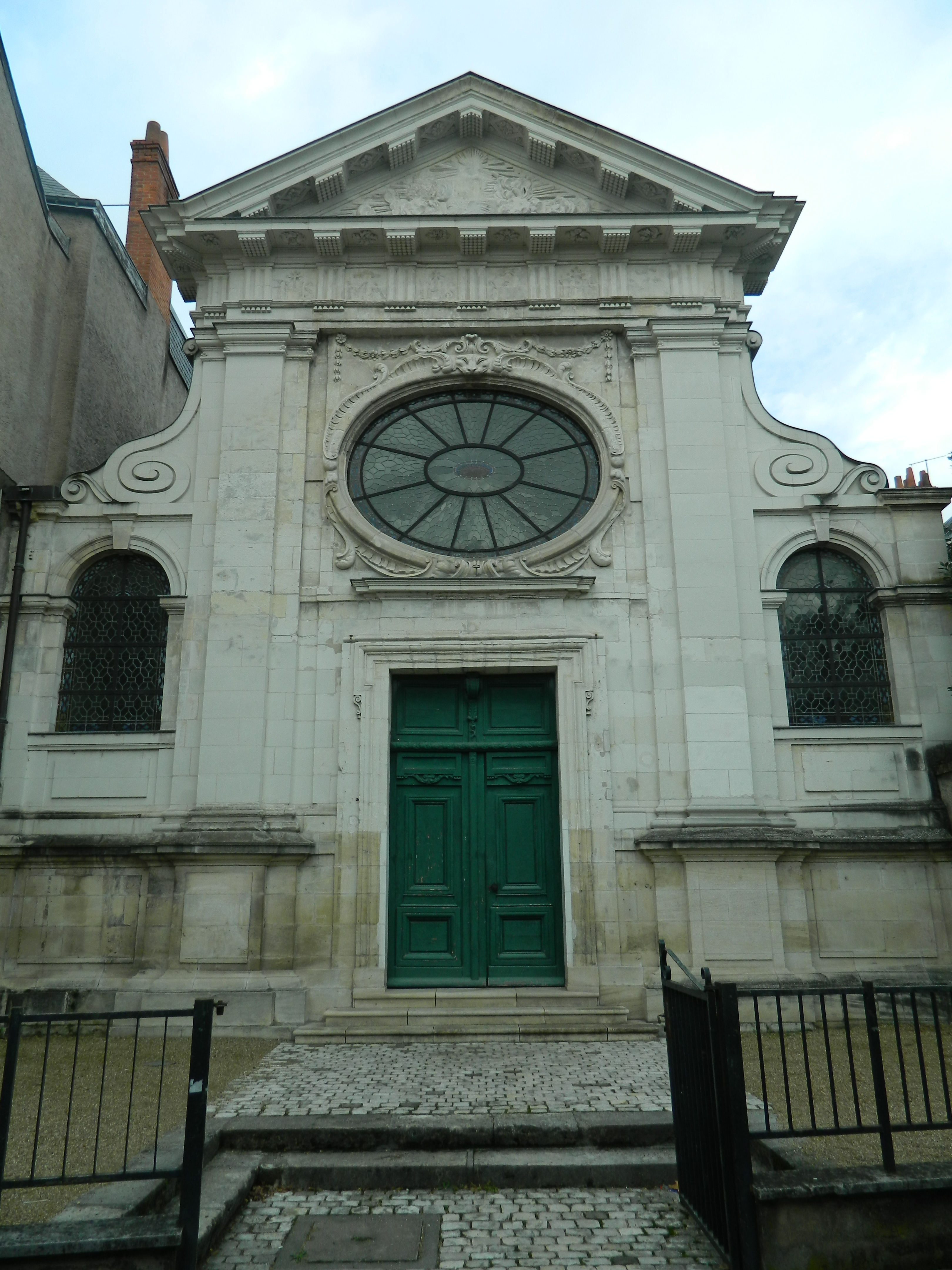

图尔新教教堂（法語：Temple protestant de Tours）是法国图尔的一座基督新教归正会教堂，位于省政府街32号。该堂原为天主教修道院的礼拜堂，建于1676年，旨在教育改宗的女性新教徒。1844年该堂被新教教会收购。1992年10月16日列为法国历史古迹。